# Santuario de Nuestra Señora de la Fuensanta (Córdoba)
El santuario de Nuestra Señora de la Fuensanta, en Córdoba (España), fue construido en la segunda mitad del siglo XV, a las afueras de la ciudad, junto al río Guadalquivir, en el lugar donde la tradición sitúa la aparición de la Virgen y del manantial con poderes curativos de donde deriva la denominación para el sitio y la advocación de la imagen de la «Fuensanta», objeto de culto desde entonces. 
El conjunto patrimonial, que destaca por sus relevantes valores históricos, artísticos y etnológicos, es de primitiva factura gótico-mudéjar aunque con importantes intervenciones posteriores, según los estilos barroco y neogótico fundamentalmente. Está conformado por la iglesia, a la que se adosan un patio con atrio, la antigua hospedería, la casa del santero, el templete humilladero que alberga la fuente o pocito milagroso y la explanada delantera, donde tienen lugar los principales rituales del ocho de septiembre, festividad de la Virgen de la Fuensanta. El interior del inmueble alberga una significativa colección de bienes muebles, entre los que cabe señalar la imagen de la Virgen de la Fuensanta, Patrona de ciudad y de la Agrupación de Cofradías, según se reconoció en el decreto de su Coronación Canónica en 1994. 
También tiene una numerosa e interesante colección de exvotos que evidencian la importancia del santuario a nivel simbólico e histórico.
El Santuario, además de albergar la imagen de la Virgen, también es sede de la Pro-Hermandad de la Bondad.

## Historia

#### Origen
El origen del Santuario hay que situarlo en una aparición que según los autores pudo ocurrir en el año 1420 o en 1442, cuando, según la leyenda (aunque existen pequeñas diferencias en función del autor que sigamos), vivía en Córdoba un pobre artesano, Gonzalo, que tenía a su mujer enferma y a su hija loca, el hombre sólo vivía para cuidarlas y alimentarlas.
Una calurosa tarde de verano, Gonzalo se sintió tan desesperado y acosado por la necesidad, que se echó a andar sin saber donde iba. Caminaba por la orilla del río recogiendo moras de las zarzas y se iba olvidando de su amargura. De pronto notó que se le acercaban dos bellas jóvenes y un joven también muy hermoso, una de las jóvenes se le acercó y le dijo " Gonzalo, toma agua de aquella fuente que está bajo los árboles y dásela a tu mujer y a tu hija para que la beban, y sanarán de sus enfermedades . El pobre hombre sin saber qué hacer, pero con esperanza en su corazón, pensó que aquellas mujeres eran la Virgen María, de la que era muy devoto, y los patronos de Córdoba, San Acisclo y Santa Victoria. En eso pensaba sin atreverse a mirarlos , cuando el joven dijo: " Haz lo que te dice la Madre de Jesús, que mi hermana Victoria y yo somos los patronos de esta ciudad".
Gonzalo ardía en deseos de cumplir lo mandado cuanto antes. Buscó entre los árboles, y allí estaba el agua, al pie de una higuera , volvió la vista hacia los mensajeros, pero ya no estaban. Corrió en busca de una vasija y con ella llena de agua marchó a su casa, les contó a las mujeres lo que le había ocurrido, y les dio a beber el agua. Al poco tiempo las dos mujeres sanaron, y también todos los que bebían el agua de la sagrada fuente, de la Fuensanta.
Años después un ermitaño que estaba al borde de la muerte, fue a la Fuensanta, bebió el agua y curó. Le pidió a Dios que le dijera por qué aquella agua lo había curado. El día 8 de septiembre oyó una voz que le dijo que en el tronco de aquella higuera salvaje que crecía junto a la fuente, había encerrada una imagen de la Virgen, que habían puesto allí antiguos cristianos, y que el árbol había cubierto con su madera para ocultarla de los moros. El ermitaño corrió a contar lo que había escuchado al Obispo. Este hizo cortar la higuera y allí apareció la imagen de la Virgen que se venera en el Santuario. La imagen se trasladó a la Catedral hasta que se construyó el Santuario. 
Parece que de ambas fechas la más certera es la de 1442 y son varios los motivos para pensar esto: por un lado la coincidencia del 8 de septiembre en sábado (algunos relatos afirman que la aparición se produjo un sábado), hecho que se produce en 1442 pero no en 1420; en segundo lugar la titularidad de don Sancho de Rojas como obispo de Córdoba, que según algunos de los relatos era el obispo en cuyo mandato ocurrieron los acontecimientos y que accede al cargo en 1440; en tercer lugar la existencia en el Archivo Histórico Provincial de Córdoba del testamento de Isabel Rodríguez, la mujer de Gonzalo, fechado en 1481 (confirma que es la "mujer de Gonzalo García, a quien se apareció la Virgen en la Fuente Santa"), por lo que si en el momento de la aparición ya estaba casada y con una hija de cierta edad, teniendo además en cuenta la esperanza de vida de la época, la fecha de 1420 parece más improbable; en último lugar los relatos dicen que muy poco después se comienza la construcción del templo (1450), por lo que se ve más probable la fecha de 1442.
Excitada la devoción, muy pronto le dedicaron un templo y el año 1450 se hizo solemnemente la invención, construyéndose la iglesia en lo que fuera la Huerta de Albacete, disponiendo el cabildo que se hiciese un brocal al pozo para que allí se recogiese el agua de la fuente. En 1455 fue al Santuario la reina Doña María, esposa del rey Don Alonso de Aragón; curada de su enfermedad, donó una gran cantidad de alhajas y oro con destino a la construcción de una hospedería u hospital para los pobres y unas habitaciones para el capellán, lo que incrementó aún más la devoción y por lo que el Obispo de Córdoba acordó labrar un humilladero sobre la fuente. La fama de los milagros fue muy grande, recogiéndose numerosas historias y anécdotas en torno al Santuario de la Fuensanta. Son también muy importantes las numerosas procesiones que con motivo de inundaciones, sequías, temporales, epidemias, etc., se conocen en relación con el mismo y con la historia de la ciudad de Córdoba.
Sobre las obras hay constancia de que ya estaban terminadas en 1494, y efectivamente, las características del humilladero son del último tercio del siglo XV. 
Con la llegada el barroco, el Santuario sufrió transformaciones a fin de ser adaptado a los gustos de la época. La invasión francesa conllevó el expolio y saqueo del templo y la pérdida de buena parte de su patrimonio. Años después, con el cierre de la Basílica de los Santos Mártires, parte de su patrimonio fue depositado en el Santuario.
Cabe destacar las numerosas intervenciones que ha sufrido debido en gran parte a su situación junto al río, por las consecuentes inundaciones, que lo han afectado gravemente en muchas ocasiones. Como testigo, en sus paredes quedan azulejos indicando la altura que alcanzó el río en ciertas fechas.

#### Historia reciente
El día 24 de octubre de 1973 el Santuario es elevado a rango de Iglesia Parroquial.Para la adaptación del templo a la nueva función como parroquia del barrio se realizaron en el mismo importantes obras, entre 1973 y 1996, recuperándose la primitiva imagen mudéjar, añadiéndose nuevas dependencias y urbanizándose los alrededores. En la intervención se suprimen la mayoría de los añadidos barrocos y se retira el retablo mayor, dejando una pared lisa que posteriormente sería recubierta con azulejería.

## Descripción

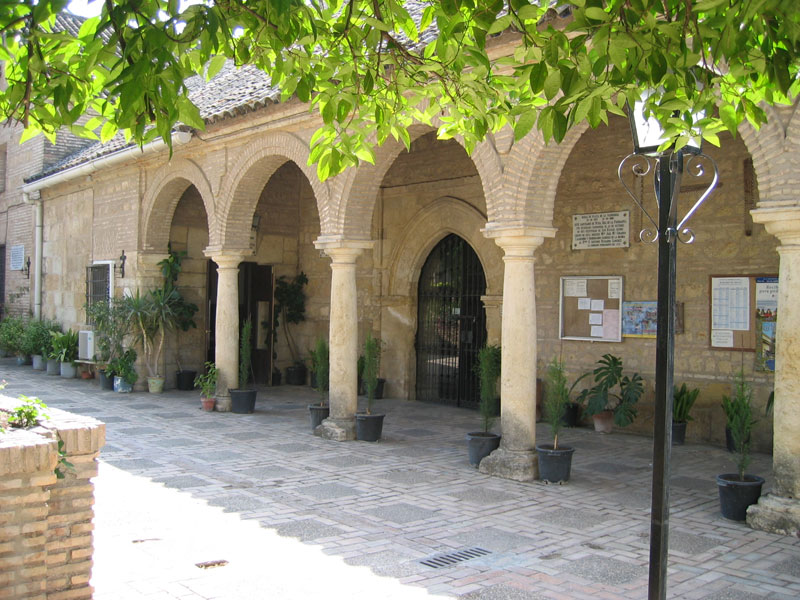
Columnas del atrio.

La iglesia es el resultado de varias reedificaciones, una de ellas efectuada en 1646, en la que se alteró la estructura primitiva sustituyéndola por otra de estética barroca, aunque una última intervención, efectuada en 1976, para su adaptación a la nueva función de parroquia del barrio, ha recuperado la imagen mudéjar. Es de planta rectangular de tres naves, con tres tramos de arcos apuntados que apean sobre pilares cruciformes, según el estilo gótico mudéjar. 

#### Capilla Mayor
A la capilla mayor, construida en el primer cuarto del siglo XVI, se accede por un arco toral apuntado que descansa sobre pilastrones de perfilería gótica y zócalos maclados, la cubierta es de bóveda de crucería, en las paredes laterales están colocadas sendas lápidas que evocan la milagrosa aparición de la imagen de la Virgen y delante del altar se encuentra la lápida de enterramiento de la familia Corral, patrona de la capilla. La preside un camarín, realizado a fines del siglo XVII, que cobija la imagen de Nuestra Señora de la Fuensanta y al que se accede desde el exterior por una interesante escalera de mármol rojo de Cabra, de dos tramos en «L», cubierta por bóveda con decoración de yeserías, en la que se alberga la importante colección de exvotos.

#### Capillas
Dentro del cuerpo de la iglesia se encuentran varias capillas. La situada en la cabecera del lado del Evangelio está presidida por un altar con hornacina de estilo barroco con la imagen de Santa Ana con la Virgen Niña, y a ambos lados los bustos de un «Ecce Homo» y una «Dolorosa» en dos pequeñas urnas, y sobre la mesa del altar un relicario de la Santa Cruz de madera en forma de custodia. Se cierra con una verja de hierro forjado del siglo XVI. Junto a esta capilla se encuentra una imagen del Sagrado Corazón de Jesús.

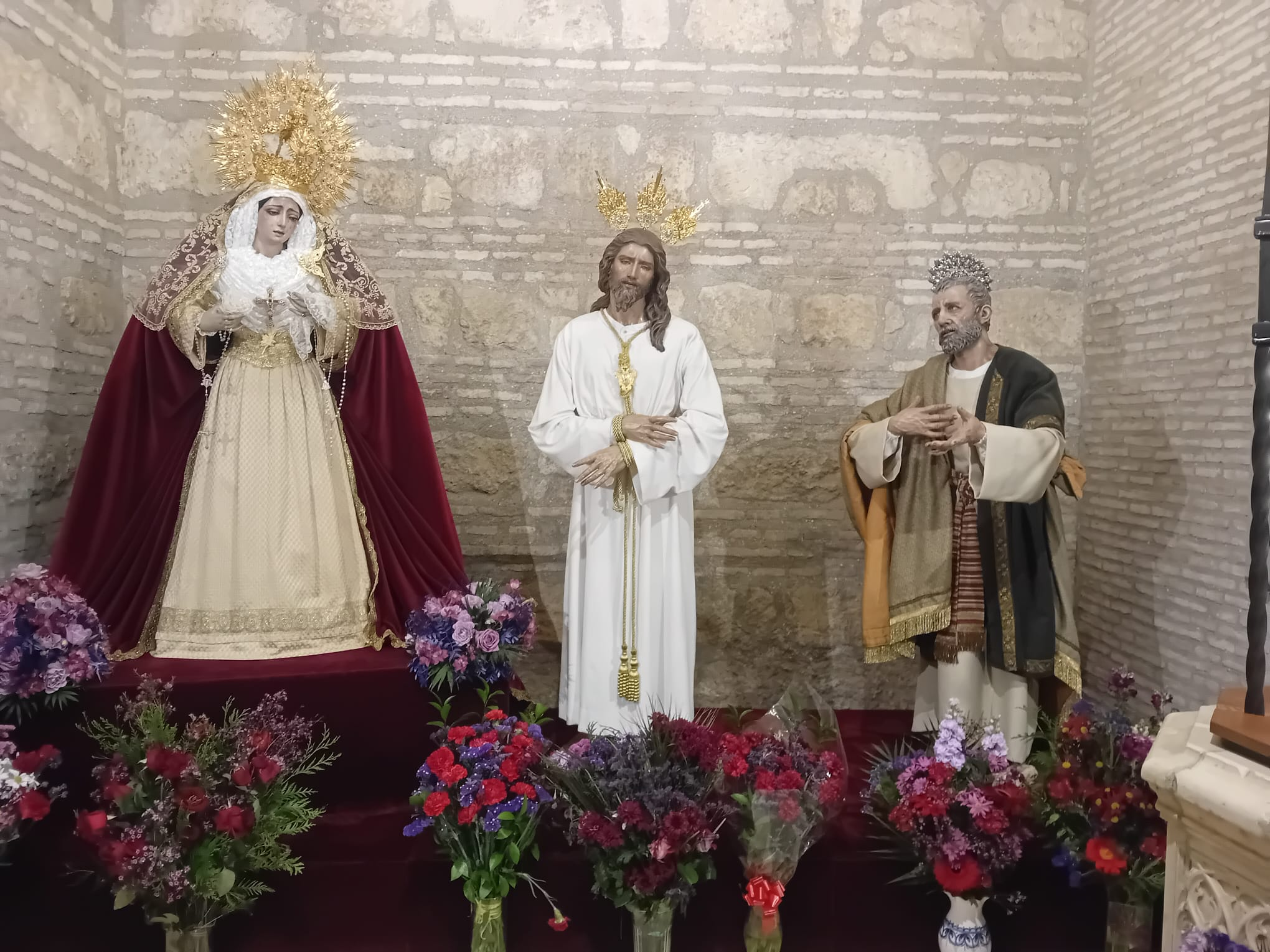
Capilla de Jesús de la Bondad.

La capilla de la cabecera del lado de la Epístola, denominada del Sagrario o del Cristo de las Mercedes, posee pinturas al fresco que representan ángeles con los símbolos de la Pasión en la bóveda, atribuidas a Antonio del Castillo. La cierra una reja de la segunda mitad del siglo XVI con el escudo del fundador, Fernando Sánchez de Castillejo. Contiene un altar de sencilla decoración de cenefas con el Cristo de la Mercedes, imagen de origen americano donada por el fundador.
A los pies de la iglesia, flanqueando el coro situado sobre el vestíbulo de acceso al templo, se hallan las capillas de San José y de Jesús de la Bondad, antes llamada del Cristo del Humilladero; construidas a principios del siglo XX. La primera se sitúa en el lado del Evangelio, la preside la imagen de Nuestra Señora de la Esperanza, Patrona del Colegio Oficial de Agentes Comerciales, escoltada por las imágenes de  San José con el Niño y San Rafael Arcángel. En dicha capilla se encuentra también una obra pictórica de la aparición de la Virgen. En la segunda se encuentran las imágenes de Nuestro Padre Jesús de la Bondad, Nuestra Señora Reina de los Apóstoles y San Pedro Apóstol, de la Pro-Hermandad de la Bondad, con sede en esta iglesia.
La decoración con azulejos del interior de la Iglesia y las capillas de San José y del Santísimo Cristo del Humilladero, de los pies de las naves laterales, se deben a la restauración de 1907.

#### Exterior
La fachada principal, a los pies de la nave central, está realizada en ladrillo y estructurada sobre la base de una composición escalonada que culmina en la espadaña. En el centro se inscribe la portada, realizada en piedra y ordenada en tres alturas, con frontón triangular partido en el piso inferior, balconcillo y frontón semicircular de quebrada cornisa en el segundo piso y óculo circular en el remate. Corresponde a la restauración de 1647, cuando la ampliación de la iglesia, el añadido de la crujía de los pies de la nave, según las características del estilo barroco. Esta reforma, de gran envergadura, también afectó a la sacristía, nave mayor, capilla de Santa Ana y tejados.

#### Patio
La iglesia tiene además una puerta lateral de estilo gótico, realizada en piedra, con arco apuntado enmarcado por alfiz. A fines del siglo XVII se adosó un pórtico a la fachada lateral que comunica con el patio, con seis arcos de ladrillo sobre columnas pétreas, dedicado a proteger los exvotos y aún permanecen el del caimán, los dientes de grandes peces americanos y la costilla de ballena. 
Ubicadas en el jardín existente junto al lado del Evangelio se encuentran las dependencias parroquiales y la casa del santero; actualmente habilitadas para dependencias parroquiales, todavía conservan algunos vestigios originales como un arco ojival gótico y unos arquillos mudéjares de ladrillo sobre pilares ochavados.

#### El "Pocito"

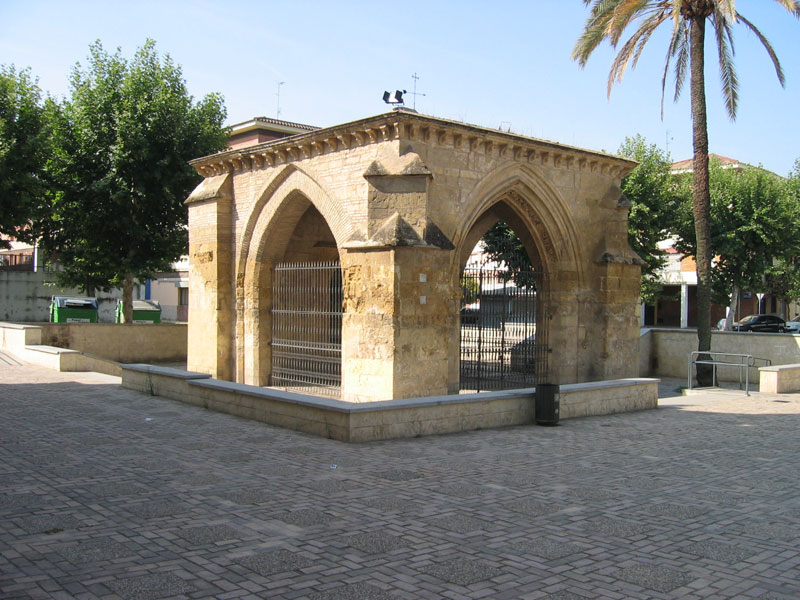
Humilladero, situado delante de la fachada del santuario.

El humilladero o templete, dispuesto ante la fachada del santuario, es de planta cuadrada, con tres lados abiertos por arcos apuntados y el cuarto lado cerrado por un muro en el que se dispone un nicho tras una verja. El interior está cubierto por bóveda de crucería estrellada, con claves en las que se representan los Apóstoles y ménsulas decoradas con los símbolos de los Evangelistas. Es la única construcción totalmente gótica de la ciudad de Córdoba. En principio en la hornacina estaba colocada una imagen de la Virgen, copia de la del interior de la Iglesia, pero al ser objeto de varios actos vandálicos fue sustituida por un lienzo con referencia al milagro de la aparición de la Virgen, pero desde 1949 contiene un «cuadro de cerámica». La imagen pudiera ser la que recientemente ha aparecido enterrada en el atrio, una Virgen con el Niño de piedra de caracteres góticos que, aunque deteriorada, se ha colocado sobre un pedestal en dicho patio. 
El brocal del pozo es de principios del siglo XX, fue realizado por Mateo Inurria, según la estética neogótica, en sustitución de otro anterior. 
Finalmente cabe señalar la explanada delantera dispuesta ante el santuario, lugar de encuentro de los fieles que se acercan al santuario y al que sirve de acceso. En origen eran los terrenos de la huerta, hasta que en el último tercio del siglo XVIII se dispuso su nivelación y adecentamiento.